# Teleśnica Oszwarowa
Teleśnica Oszwarowa (lub Telesznica Oszwarowa) – wieś w Polsce położona w województwie podkarpackim, w powiecie bieszczadzkim, w gminie Ustrzyki Dolne.
Wieś została wspomniana w 1526 roku.
W połowie XIX wieku właścicielami posiadłości tabularnej Teleśnica Oszwarowa Dolna i Górna byli Zygmunt Laskowski, Klementyna Lenkiewicz, Tekla Bukowska i inni współwłaściciele.
W Teleśnicy Oszwarowej urodzili się Włodzimierz i Adam Lenkiewiczowie-Ipohorscy.
W latach 1975–1998 miejscowość administracyjnie należała do województwa krośnieńskiego.

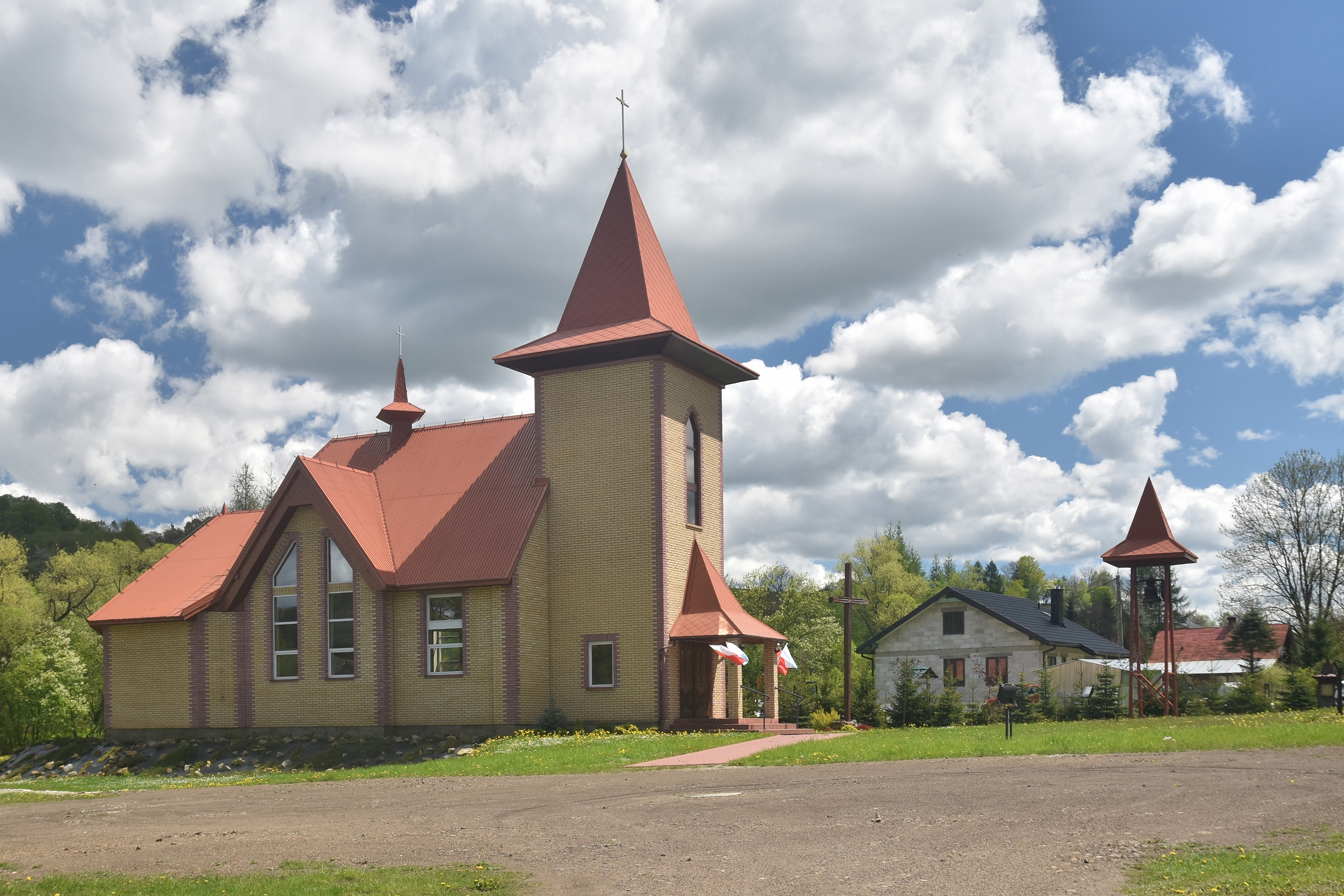
Kościół filialny